# BSHb 1 (Zweitbesetzung)
Die von Hohenzollern hergestellte normalspurige Tenderlokomotive BSHb 1II wurde 1923 fabrikneu an die Boizenburger Stadt- und Hafenbahn (BSHb) ausgeliefert und erhielten dort die Betriebsnummer 1 in Zweitbesetzung.
1949 wurde die Lokomotive von der Deutschen Reichsbahn übernommen und erhielt die Betriebsnummer 89 6165.

## Geschichte
Die Lokomotive gehörte zu einer Reihe von dreiachsigen Dampflokomotiven für Nassdampf, die Hohenzollern mit dem Typ Borbeck bereits nach dem Ersten Weltkrieg für Privat- und Industriebahnen angeboten hatte. Sie war leichter und kleiner als diese Typenreihe.
Ab 1949 wurde sie als DR 89 6165 in Hagenow beheimatet. 1965 wurde sie ausgemustert und im selben Jahr verschrottet.

## Konstruktion
Über die technischen Daten der Lok gibt es nur wenig Angaben. Vom Typ Borbeck des gleichen Herstellers unterschieden sich die Lokomotiven durch das geringere Gewicht und die geringeren Vorräte an Wasser.
Der Rahmen der Lok war ein Blechrahmen mit T-förmig eingehängten Wasserkasten. Die äußere Steuerung der Lokomotive war als Heusinger-Steuerung ausgebildet. Die innere Steuerung erfolgte mit Kolbenschiebern.
Der Kessel in Nietkonstruktion bestand aus zwei Schüssen. Auf dem ersten Schuss war der Dampfdom, auf dem zweiten Schuss der Sandkasten untergebracht. Der Stehkessel besaß ein Sicherheitsventil der Bauart Ramsbotton. Auffallend kurz war die Rauchkammer ausgeführt, sie trug einen konischen Schornstein.
Das Führerhaus besaß keine Seitenfenster. Ein kleiner Kohlenkasten befand sich hinter dem Führerhaus. Die Lokomotive war mit einer indirekten Bremse Bauart Knorr sowie einer Wurfhebelbremse ausgerüstet. Es gab einen handbetätigten Sandstreuer, ein Dampfläutewerk und eine Dampfpfeife.

## Besonderes
Die Lokomotive wird in einigen Veröffentlichungen als eine Ableitung von der ELNA 1 bezeichnet.